# Burckhard Labowski
Burckhard Labowski (* 5. November 1943 in Berlin) ist ein deutscher bildender Künstler, u. a. Gebrauchsgrafiker und Illustrator.

## Leben und Werk
Labowski absolvierte von 1960 bis 1963 in Berlin eine Lehre als Gebrauchswerber und studierte von 1964 bis 1968 Gebrauchsgrafik an der Fachschule für Werbung und Gestaltung Berlin-Oberschöneweide (FSWG). Nach dem Grundwehrdienst bei der NVA war er von 1970 bis 1983 Assistent an der FSWG. Danach war er in Berlin freischaffend als Gebrauchsgrafiker und Illustrator tätig. Dabei arbeitete er zumeist mit Regine Schulz zusammen, mit der er 1976 den Preis für Gebrauchsgrafik der Ausstellung Junge Künstler der DDR erhielt.
Labowski illustrierte eine bedeutende Zahl von Büchern, insbesondere der utopischen und Kriminalliteratur, vor allem für den Verlag Neues Leben, aber auch für den Verlag Volk und Welt und den Kinderbuchverlag Berlin. 1970 gestaltete er für den Verlag Die Wirtschaft die Zeitschrift Der Neuerer und 1973 das Titellayout von Neue Werbung. Er hielt Aufträge von Industriebetrieben und vom Fernsehen der DDR. Für Progress Film entwarf er von 1977 bis 1989 einunddreißig Filmplakate, für die Deutsche Staatsoper Veranstaltungsplakate und Programmhefte.
Nach der deutschen Wiedervereinigung brachen die meisten Auftraggeber weg, und Labowski musste sich neu orientieren. Ab 1998 arbeitete er als Kunsttherapeut und künstlerischer Begleiter für Menschen mit geistiger Beeinträchtigung im Tageszentrum der Albert-Schweizer-Stiftung Wohnen & Betreuen. Daneben schuf er insbesondere Collagen mit Bezügen zum Zeitgeschehen, Objekte, Druckgrafiken, Skulpturen und Assemblagen.

## Ausstellungen (mutmaßlich unvollständig)

### Einzelausstellungen
- 1989: Leipzig, Klubgalerie des G.-W. Leibniz-Klubs (Buchillustrationen, Kollagen, Plakate)
- 2023/2024: Berlin, BrotfabrikGalerie („Einst, später und hernach“)[2]

### Teilnahme an zentralen und wichtigen regionalen Ausstellungen in der DDR
- 1976: Berlin, Ausstellungszentrum am Fernsehturm („Junge Künstler der DDR“)

- 1976, 1979, 1982 und 1986: Berlin, Bezirkskunstausstellungen (Gebrauchsgrafik)
- 1977 bis 1988: Dresden, VIII. bis X. Kunstausstellung der DDR